# Rivière du Mâle Nord
Pour les articles homonymes, voir Mâle (homonymie).
La rivière du Mâle nord est un affluent de la rive nord de la rivière du Mâle, coulant généralement vers le sud-est, puis le sud-ouest, dans le canton de Chabanel, dans la Réserve écologique J.-Clovis-Laflamme, dans le territoire non organisé de Lac-Ashuapmushuan, dans la municipalité régionale de comté (MRC) Le Domaine-du-Roy, dans la région administrative de Saguenay-Lac-Saint-Jean, au Québec, au Canada. Le cours de la rivière du Mâle nord fait partie du bassin versant de la rivière Saint-Maurice.
L’activité économique du bassin versant de la rivière du Mâle est la foresterie. Le cours de la rivière coule entièrement en zones forestières.

## Géographie
La rivière du Mâle nord prend sa source d'un ruisseau de montagne dans le canton de Chabanel.
À partir de sa source, la rivière du Mâle nord coule sur 6,2 km vers le sud-est, puis vers le sud-ouest, jusqu'à la confluence de la rivière.
La rivière du Mâle nord se déverse sur la rive nord de la rivière du Mâle laquelle s'écoule vers le sud pour se déverser sur la rive est de la rivière Trenche dans le canton de Chabanel, presque à la limite du canton de Bécart. Cette confluence est située à :
- 40,0 km au nord-est du réservoir Blanc ;
- 87,5 km au nord du centre du centre-ville de La Tuque.

## Toponymie
Les toponymes rivière du Mâle, rivière du Mâle nord et lac du Mâle sont associés. En zone forestière du nord-est de l'Amérique du Nord, le terme mâle fait généralement référence à l'original mâle, réputé le roi des forêts ou au mâle dominateur d'autres espèces de cervidés.
Le toponyme rivière du Mâle nord a été officialisé le 5 avril 2006 à la Commission de toponymie du Québec.